# Euagathis pubescens
Euagathis pubescens är en stekelart som beskrevs av Günther Enderlein 1920. Euagathis pubescens ingår i släktet Euagathis och familjen bracksteklar. Inga underarter finns listade i Catalogue of Life.